# Celebrity Solstice
El Celebrity Solstice es un crucero de la Clase Solstice operado por Celebrity Cruises, una subsidiaria de Royal Caribbean Group. Construido por Meyer Werft en Papenburg, Alemania, fue lanzado el 10 de agosto de 2008 y bautizado en una ceremonia en Fort Lauderdale, Florida, Estados Unidos, el 14 de noviembre de 2008. El primer barco post-Panamax en la flota de Celebrity, presenta un diseño interior innovador y comodidades a bordo, que incluyen un césped de hierba viva en alta mar, un estudio de soplado de vidrio y un atrio de 12 cubiertas de altura.